# Héctor Méndez
Héctor Méndez est un boxeur argentin né le 1er août 1897 et mort le 13 décembre 1977 à Buenos Aires.

## Carrière
Il remporte la médaille d'argent aux Jeux olympiques de Paris en 1924 dans la catégorie poids welters. Après avoir battu Valter Palm, Andreas Petersen, Al Mello et Patrick Dwyer, Méndez s'incline aux points en finale contre Jean Delarge.

## Palmarès

### Jeux olympiques
- Jeux olympiques de 1924 à Paris[1] (poids welters)